# Botryllus diegense
Botryllus diegense är en sjöpungsart som först beskrevs av Friedrich Ritter och William Forsyth 1917.  Botryllus diegense ingår i släktet Botryllus och familjen Styelidae. Inga underarter finns listade.